# Мичел Фајгенбаум
Мичел Џеј Фајгенбаум (енгл. Mitchell Jay Feigenbaum; Филаделфија, 19. децембар 1944 — Њујорк, 30. јун 2019) био је математички физичар чија су проучавања о теорији хаоса довела до открића Фајгенбаумових константи.

## Биографија
Фајгенбаум је рођен у Филаделфији, Пенсилванија, у породици пољских и украјинских јеврејских имиграната. Није имао срећно образовање. Упркос изврсним резултатима приликом ипитивања, његово почетно школовање у Тилден средњој школи у Бруклину, Њујорк и Градском колеџу Њујорка није га стимулисало да учи. Међутим, 1964. године, почео је своје дипломске студије на Институту за технологију Масачусетса (MIT). Након уписивања електротехнике, прешао је на физику. Завршио је свој докторат 1970. године са тезом о дисперзионим релацијама, под супервизијом професора Франсиса Е. Лоуа.
Након кратког рада на Корнел универзитету и Политехничком институту у Вирџинији, понуђена му је дугорочна позиција у Националној лабораторији у Лос Аламосу у Новом Мексику где би проучавао турбуленцију код флуида. Иако тамошња група истраживача на крају није успела да открије теорију турбулентних флуида, његово истраживање га је довело до проучавања хаотичних мапирања.
Нека математичка мапирања са једним линеарним параметром показују наизглед насумично понашање познато као хаос када се параметар налази у оквиру одређених опсега. Како се параметар повећава ка овом региону, мапирање је подвргнуто бифуркацијама за одређене вредности параметра. У почетку, постоји једна стабилна тачка, затим се због бифуркације јавља осцилација између две вредности, па се опет због бифуркације јавља осцилација између четири вредности итд. Године 1975, др. Фајгенбаум је открио, користећи мали HP-65 рачунар, да однос разлика између вредности при којима се дешавају такве узастопне бифуркације са дуплирањем периода тежи константи око 4.6692... Тада је био у могућности да пружи математички доказ за ту чињеницу, а онда је доказао да би се исто понашање, са истом математичком константом, јавило и у оквиру широке класе математичких функција, пре него што наступи хаос. Овај универзални резултат је први пут омогућио математичарима да начине прве кораке у откривању наизглед неконтролисаног „насумичног” понашања хаотичких система. Овај „однос конвергенције” је сада познат као прва Фајгенбаумова константа.
Логистичка мапа је познат пример мапирања која је Фајгенбаум проучавао у свом чланку из 1978. године: Quantitative Universality for a Class of Nonlinear Transformations. Фајгенбаумови остали доприноси укључују важне нове фракталне методе у картографији.
Године 1983, добио је Макартур награду, а 1986. године, дио је Вулф награду за физику. Члан је Одбора научних гувернера на Скрипс истраживачком институту. Фајгенбаум је био професор на Рокафелер универзитету од 1986. године.